# معركة دلمان
معركة دلمان (بالإنجليزية: Battle of Dilman) هي معركة بين قوات الدولة العثمانية من جانب و الإمبراطورية الروسية من جانب آخر وذلك خلال الحملة الفارسية كجزء من الحرب العالمية الأولي ووقعت المعركة في 15 إبريل 1915 وانتهت بانتصار القوات الروسية.